# دوربا بانيرجي
دوربا بانيرجي (بالإنجليزية: Durba Banerjee)‏ وهي أول طيارة في الخطوط الجوية الهندية في عام 1956 وأول طيارة تجارية هندية.

## حياتها المُبكرة
أصبح الطيران شغفها منذ كانت طفلة صغيرة. كانت أول امرأة في عصرها تقضي على الأفكار النمطية وتغامر في هذا المجال.

## عملها
بدأت بانيرجي مسيرتها في الطيران في داكوتا كطيارة في دوغلاس دي سي - 3 عام 1959.
انتقلت للانضمام إلى الخطوط الجوية الهندية في قاعدة كلكتا في عام 1966 ثم تقاعدت لاحقًا في نوفمبر 1988. سمع بها وزير الطيران المركزي السيد همايون كبير وعرض عليها منصب مديرة طيران.
طارت بانيرجي حوالي 18500 ساعة طيران.
كانت القائدة في «فوكر إف27 فريند شيب».
حصلت على جائزة الطيار لاستخدامها طائرة بوينج 737.
طارت أيضا بطائرة إيرباص 300.